# William Boyd (pisarz)
William Boyd (ur. 7 marca 1952 w Ghanie) – szkocki pisarz.

## Życiorys
Boyd urodził się Ghanie 7 marca 1952, ale pochodzi z rodziny szkockiej. Dzieciństwo spędził w Ghanie oraz w Nigerii, gdzie jego matka pracowała jako nauczycielka, a ojciec jako lekarz. Brutalna wojna w Nigerii wstrząsnęła nim i wpłynęła na jego twórczość.
Z Afryki Boyd przeniósł się do Wielkiej Brytanii, gdzie studiował w Oksfordzie. Atmosferę tego akademickiego miasta oddał w swojej ostatniej powieści Restless. Przez wiele lat Boyd studiował i pracował na uniwersytecie, stopniowo jednak coraz bardziej poświęcając się pisaniu powieści i scenariuszy. Jego pierwsza książka Good Man in Africa została opublikowana w 1981 roku, a zekranizowana w 1994 roku przez Bruce'a Beresforda (Dobry człowiek w Afryce; w obsadzie m.in. Sean Connery).
Większość książek Boyd dedykował swojej żonie Susan. Mieszkają wspólnie w Londynie, w Chelsea, ale wiele czasu spędzają też w Stanach i Francji, gdzie mają własną winnicę i wytwarzają doceniane przez koneserów wino.

## Nat Tate: An American Artist 1928-1960
W 1998 roku Boyd opublikował biografię pod tytułem Nat Tate: An American Artist 1928-1960 - opowiadającą jakoby o życiu i twórczości malarza Nata Tate’a. Książkę przyjęto z dużym zainteresowaniem, a kilku krytyków twierdziło nawet, że przypomina sobie tego „zapomnianego” artystę. David Bowie (który miał świadomość, że to żart) przeczytał jej fragmenty na przyjęciu świętującym publikację. Tate to oczywiście nazwa słynnej londyńskiej galerii, a ktoś taki jak Nat Tate nigdy nie istniał.

## Dzieła
- A Good Man in Africa Hamish Hamilton, 1981.
- On the Yankee Station and Other Stories Hamish Hamilton, 1981.
- An Ice-Cream War Hamish Hamilton, 1982 – polskie tłumaczenie „Jak lody w słońcu”, tłum. Maryla Topczewska-Metelska, 1990.
- Stars and Bars Hamish Hamilton, 1984.
- School Ties Hamish Hamilton, 1985.
- The New Confessions Hamish Hamilton, 1987.
- Brazzaville Beach Sinclair-Stevenson, 1990.
- The Blue Afternoon Sinclair-Stevenson, 1993 – polskie tłumaczenie „Niebieskie popołudnie” lub „Błękitne popołudnie”, tłum. M. Dobrowolska, 2000.
- The Destiny of Natalie 'X' and Other Stories Sinclair-Stevenson, 1995.
- Armadillo (powieść) Hamish Hamilton, 1998 – polskie tłumaczenie, „Pancernik”, tłum. M. Konikowska, 1999.
- Nat Tate: An American Artist 1928-1960 21 Publishing, 1998.
- Any Human Heart Hamish Hamilton, 2002.
- Fascination (zbiór opowiadań) Hamish Hamilton, 2004.
- Bamboo Hamish Hamilton, 2005.
- Restless (powieść) Bloomsbury, 2006 polskie tłumaczenie, „Bez wytchnienia”, tłum. M. Smulewska, 2007.
- Ordinary Thunderstorms (powieść) Bloomsbury, 2009
- Waiting for Sunrise (powieść) Bloomsbury, 2012
- Solo (powieść) Jonathan Cape 2013 polskie tłumaczenie, „Solo”, tłum. A. Sobolewska, 2013.

## Nagrody
- 1981 Whitbread First Novel Award A Good Man in Africa
- 1982 Booker Prize for Fiction (finalista) An Ice-Cream War
- 1982 Mail on Sunday/John Llewellyn Rhys Prize An Ice-Cream War
- 1982 Somerset Maugham Award A Good Man in Africa
- 1983 Boyd znalazł się na liście 20 najlepszych młodych pisarzy brytyjskich - 'Best of Young British Novelists' ułożonej przez „Granta Magazine” oraz the Book Marketing Council
- 1990 James Tait Black Memorial Prize Brazzaville Beach
- 1991 McVitie's Prize for Scottish Writer of the Year Brazzaville Beach
- 1993 Sunday Express Book of the Year The Blue Afternoon
- 1995 Los Angeles Times Book Prize (Fiction) The Blue Afternoon
- 2004 International IMPAC Dublin Literary Award (finalista) Any Human Heart
- 2006 Costa Novel Award Restless
- 2007 British Book Awards Richard and Judy Best Read of the Year (finalista) Restless